# The Hand of Horror
The Hand of Horror  è un cortometraggio muto del 1914. 
Non si conosce il nome del regista del film che, prodotto dalla Edison, fu sceneggiato da Hanson Durham. Gli interpreti erano Edward Earle, Bessie Learn, William West.

## Trama
Il vecchio Stephen Clark ha avuto due bambini, John e Margaret, che non potrebbero essere più diversi uno dall'altra. Tanto Margaret era bella e buona, tanto John - a cui nessuno aveva mai proibito niente - amava le cattive compagnie senza provare alcun tipo di pentimento. Il risultato fu che divenne membro di una delle peggiori bande della città. Margaret, venuta a sapere che il fratello si apprestava a una rapina, lo aveva seguito fino all'edificio dove era immagazzinata la refurtiva, rimanendovi però intrappolata dentro quando una sigaretta, gettata con noncuranza da John, vi aveva fatto scoppiare un incendio. Questi, invece di soccorrerla, era fuggito via tremante di paura. In strada, aveva incontrato Frank Henley, l'assistente di suo padre che, venuto a sapere del pericolo che correva Margaret, era corso a salvarla.

Qualche tempo dopo a Frank, che nel frattempo si era fidanzato con Margaret, venne affidata la riparazione del grande orologio che torreggiava sulla città. John decise di rubare il generoso anticipo che aveva ottenuto il fidanzato della sorella per quel lavoro e, mentre Frank si trovava sospeso nel vuoto, cercò i soldi nel suo cappotto che si trovava nella stanza dove si affacciava il congegno. Non trovando niente, John giunse alla conclusione che il denaro doveva essere rimasto a casa di Frank. Per non averlo tra i piedi, chiuse a chiave la porticina che portava all'orologio.

Mentre Frank proseguiva il suo lavoro arrampicato sulle lancette, John si recò a casa sua dove trovò finalmente i soldi. Vide però anche un orologio: la sua vista gli fece ricordare in quale pericolosa situazione aveva abbandonato Frank. Tra qualche minuto non ci sarebbe stato niente da fare e le lancette, muovendosi, avrebbero provocato l'inarrestabile caduta di Frank che, ormai, non aveva nessuna via di scampo. Il terrore si dipinse sul volto di John che, in preda al panico, si lasciò andare alla pazzia.

Margaret, intanto, andata a trovare il fidanzato, allarmata, aveva trovato la porta chiusa. Avendola aperta, dopo aver guardato fuori era quasi svenuta: Frank era appeso al davanzale con la punta delle dita. Ancora un minuto e il giro delle lancette lo avrebbe scagliato nel vuoto. Proprio mentre stava per lasciarsi andare, Margaret afferrò la sua mano e, con uno sforzo sovrumano, lo portò in salvo.

## Produzione
Il film fu prodotto dalla Edison Company.

## Distribuzione
Distribuito dalla General Film Company, il film - un cortometraggio in due bobine - uscì nelle sale cinematografiche degli Stati Uniti nel 1914.